# برانيسلاف فودريك
برانيسلاف فودريك (5 فبراير 1981 ببراتيسلافا في سلوفاكيا - ) هو لاعب كرة قدم سلوفاكي في مركز الوسط. شارك مع منتخب سلوفاكيا لكرة القدم. أما مع النوادي، فقد لعب مع نادي بيترزالكا ونادي سلوفان براتيسلافا وTJ Družstevník Vrakúň ‏ ونادي ساتورن رامنسكوي وزومباثلي هالاداس ‏ ونادي داك 1904 دونيسكا ستريدا.

## وصلات خارجية
- برانيسلاف فودريك على موقع الاتحاد الدولي (مؤرشف)  (الإنجليزية)
- برانيسلاف فودريك على موقع قاعدة بيانات كرة القدم.إي يو (الإنجليزية)
- برانيسلاف فودريك على موقع ناشيونال فوتبول تيمز (الإنجليزية)
- برانيسلاف فودريك على موقع Soccerbase.com (لاعب) (الإنجليزية)
- برانيسلاف فودريك على موقع Soccerway.com (الإنجليزية)
- برانيسلاف فودريك على موقع عالم كرة القدم.نت (الإنجليزية)